# Alter Jüdischer Friedhof Eberswalde

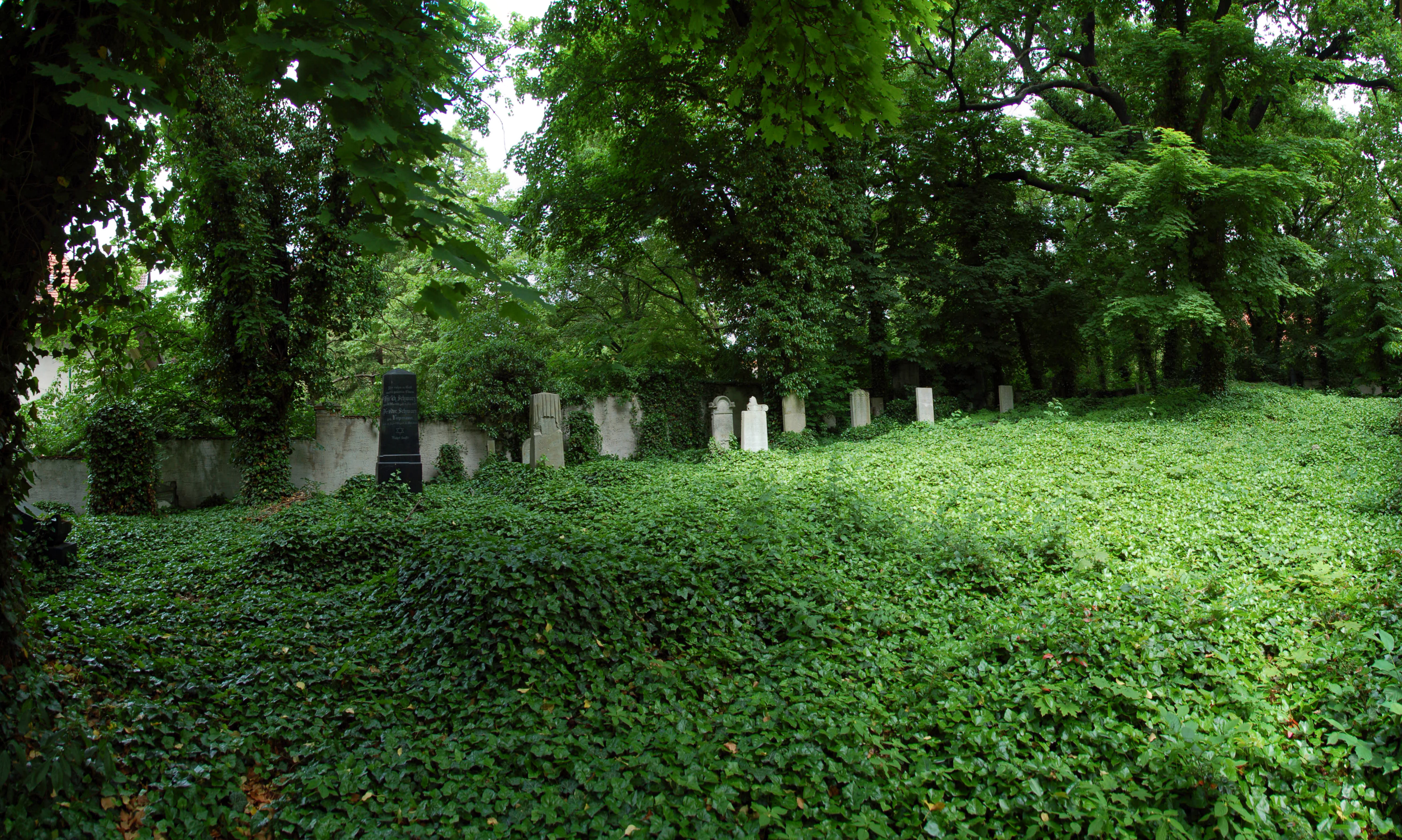
Alter Jüdischer Friedhof Eberswalde

Schändung des jüdischen Friedhofes 1897

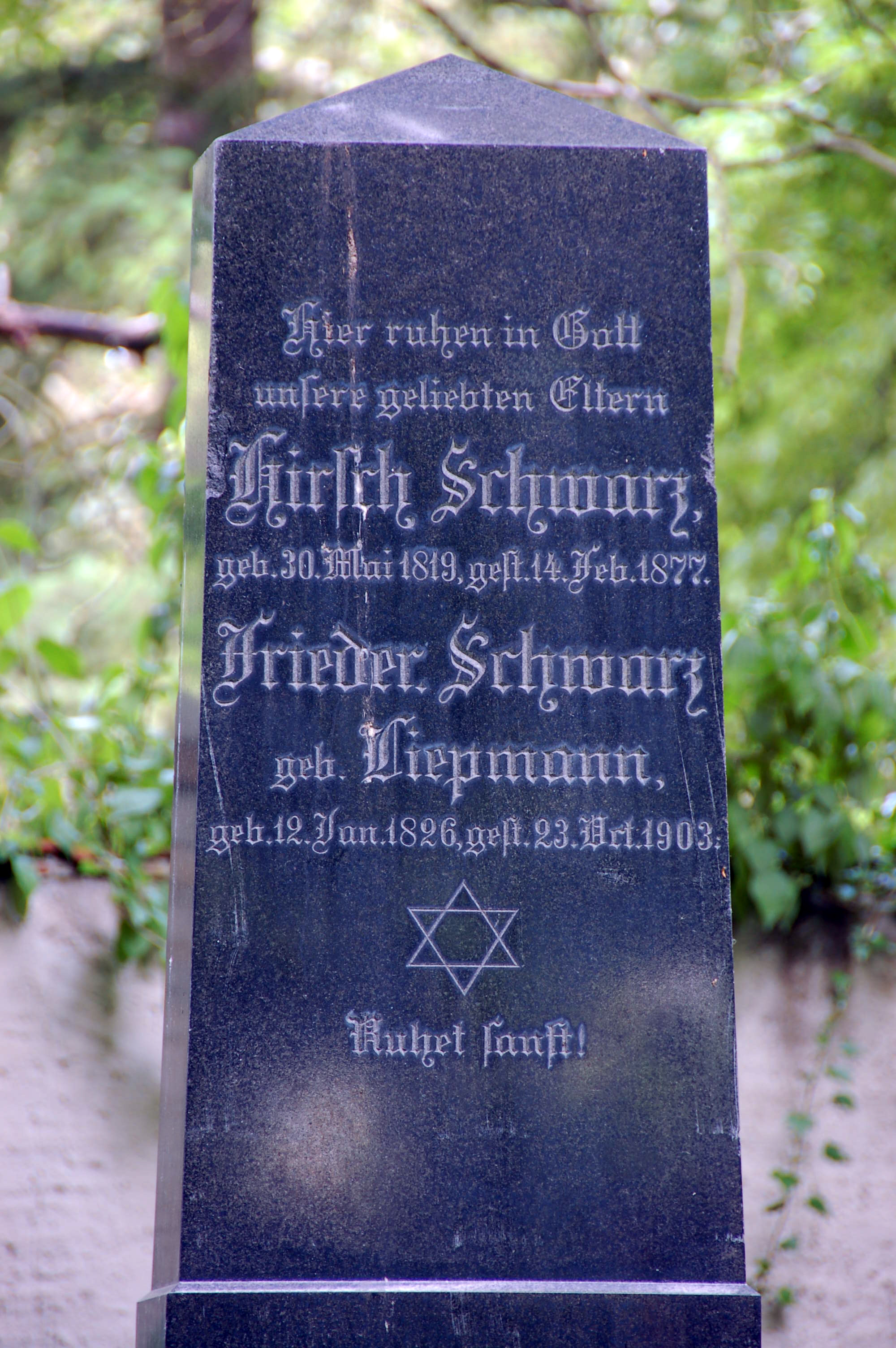
Grabstein der Eheleute Schwarz Hirsch Schwarz (1819–1877) und Friederike Schwarz geb. Liepmann (1826–1903)

Der Alte jüdische Friedhof Eberswalde wurde im Jahr 1751 angelegt. Zuvor hatte die Gemeinde den jüdischen Friedhof Biesenthal genutzt. Der älteste erhaltene Grabstein stammt von 1784. 1851 wurde der Friedhof erweitert und 1862 mit einer Ziegelmauer umfasst. Er hat heute eine Fläche von rund 975 m².
Eine Schändung des Friedhofs 1897 ist überliefert, woraufhin die Arbeiter Dittmann, Wittke und Botz zu zwei Jahren, acht Monaten und einem Jahr sechs Monaten Gefängnisstrafe verurteilt wurden.
In der NS-Zeit wurde der Friedhof nicht zerstört oder geschändet. Dies lag vor allem daran, dass der Stadtchronist Rudolf Schmidt 1940 in seinem Hauptwerk Geschichte der Stadt Eberswalde die jüdischen Friedhöfe in Eberswalde nicht erwähnt hat, obwohl er sie kannte. Erst wenige Jahre zuvor hatte Rudolf Schmidt diese Friedhöfe in einem seiner „Märkischen Wanderhefte“ vorgestellt. Der Friedhof befindet sich außerdem auf dem nicht öffentlichen Gelände der damaligen „Landesirrenanstalt“ (später Landesklinik Eberswalde, jetzt Gropius-Krankenhaus) und ist relativ versteckt gelegen.
Zur DDR-Zeit war kaum etwas über den Friedhof bekannt. 1988 wurde er wieder hergerichtet, nachdem die Stadt zunächst geplant hatte, ihn einzuebnen. Nach den ersten Säuberungsarbeiten wurden bei einer schweren Schändung 20 Grabsteine zerschlagen. Der Friedhof ist heute in einem gepflegten Zustand, aber verschlossen. Der Schlüssel ist über die Stadtverwaltung erhältlich.
Der neue jüdische Friedhof wurde 1894 angelegt und 1924 eröffnet.

## Fußnote
1. ↑  Rudolf Schmidt: Geschichte der Stadt Eberswalde. Band 2: von 1740 bis 1940. Eberswalde 1940; Nachdruck 1994, Kommentare von Ludwig Arendt im Nachdruck

Koordinaten: 52° 50′ 34,3″ N, 13° 49′ 25,7″ O